# Rothia fianarantsoa
Rothia fianarantsoa là một loài bướm đêm trong họ Noctuidae.